# Hypecoum
Hypecoum es un género con 35 especies descritas, de las cuales 13 son aceptadas,  de plantas perteneciente a la subfamilia Fumarioideae antigua familia Fumariaceae. Es el único miembro de la tribu Hypecoeae.

## Descripción
Son hierbas bajas anuales, glabras, a menudo glaucas con savia acuosa. Tallo erecto, ascendente o postrado. Hojas 2-4-pinnatisectas o separadas; lóbulos obovados a finales lineales, con las radicales más divididas que las caulinares. Inflorescencia en cima dicasial. Flores de color amarillo, blanco o púrpura. Sépalos 2, caducifolios, libres, ovados a lanceolados. Pétalos 4, en 2 series, dos exteriores lobulados o enteros, obovados y obtusos, 2 trilobulados interiores cóncavos con lóbulo medio. Estambres 4, libres, opuesto a los pétalos. Fruto lineal, con muchas semillas comprimidas, sin arilo.

## Taxonomía
El género  fue descrito por Carlos Linneo y publicado en Species Plantarum 1: 124. 1753. La especie tipo es: Hypecoum procumbens L. 

## Especies aceptadas
- Hypecoum alpinum Z.X.An
- Hypecoum erectum L.
- Hypecoum ferrugineomaculatum Z.X. An
- Hypecoum imberbe Sm.
- Hypecoum leptocarpum Hook. f. & Thomson
- Hypecoum littorale Wulfen
- Hypecoum parviflorum Kar. & Kir.
- Hypecoum pendulum L.
- Hypecoum procumbens L.
- Hypecoum pseudograndiflorum Petrovic
- Hypecoum torulosum Å.E.Dahl
- Hypecoum trilobum Trautv.
- Hypecoum zhukanum Lidén[1]